# Blauwkophoningzuiger
De blauwkophoningzuiger (Cyanomitra oritis; synoniem: Nectarinia oritis) is een zangvogel uit de familie Nectariniidae (honingzuigers).

## Verspreiding en leefgebied
Deze soort telt 3 ondersoorten:
- C. o. poensis: Bioko.
- C. o. oritis: Mount Cameroon (zuidwestelijk Kameroen).
- C. o. bansoensis: zuidoostelijk Nigeria en westelijk Kameroen (uitgezonderd Mount Cameroon).